# Tutoraggio (diritto)
Il tutoraggio è un regime fiscale agevolato, stabilito dall'ordinamento legislativo italiano, dedicato a coloro che iniziano una nuova attività imprenditoriale o di lavoro autonomo (art. 13 della legge n. 388 del 23/12/2000) e a quei contribuenti che svolgono attività cosiddette marginali (art. 14 della legge n. 388 del 23/12/2000).

## Principali vantaggi
- esonero di numerosi adempimenti contabili;
- concessione di un credito d'imposta per l'acquisto di apparecchiature informatiche;
- applicazione di un'imposta sostitutiva dell'IRPEF e relative addizionali regionali e comunali, e della non concorrenza dello stesso reddito alla formazione del reddito complessivo IRPEF, con conseguente eliminazione della progressività delle aliquote;
- assistenza telematica gratuita fornita direttamente dall'Agenzia delle entrate che elabora i dati contabili trasmessi dal contribuente, liquida le imposte, predispone i modelli F24 per il pagamento delle eventuali imposte, predispone il modello per l'eventuale richiesta del rimborso IVA e predispone i quadri dell'Unico relativi all'attività esercitata dal contribuente.